# Kazimierz Klawiter
Kazimierz Klawiter (ur. 12 stycznia 1955 w Rumi) – polski samorządowiec, nauczyciel i wydawca, były wicemarszałek województwa pomorskiego.

## Życiorys
Maturę uzyskał w liceum Conradinum w Gdańsku, ukończył następnie studia z zakresu historii na Uniwersytecie Gdańskim. W 1977 został członkiem Zrzeszenia Kaszubsko-Pomorskiego, w czasie studiów związany z klubem studenckim Pomorania. Od 1979 uczestniczył w opozycyjnym Ruchu Młodej Polski, działając w sekcji techniczno-poligraficznej tej organizacji. Po sierpniu 1980 działał w „Solidarności” i Niezależnym Zrzeszeniu Studentów. Po wprowadzeniu stanu wojennego uczestniczył w strajku w Stoczni Gdańskiej im. Lenina, za co był tymczasowo aresztowany.
W latach 80. pracował jako nauczyciel historii w szkołach w Mrągowie i w Rumi, był także zatrudniony w dziale prasy Muzeum Piśmiennictwa i Muzyki Kaszubsko-Pomorskiej w Wejherowie. Po reaktywacji związku kierował jego sekcjami oświatowymi w Mrągowie i w Rumi, należał do lokalnego Komitetu Obywatelskiego. Od 1990 do 1994 był radnym miejskim I kadencji. W 1992 założył wydawnictwo „Rumina”, które w latach 1992–1997 wydawało pisma „Goniec Rumski” i „Norda”, a następnie m.in. „Gazetę Rumską”.
W 1998 z ramienia Akcji Wyborczej Solidarność (jako działacz Stronnictwa Konserwatywno-Ludowego) został wybrany do sejmiku pomorskiego I kadencji, był jego wiceprzewodniczącym (do 2000) i następnie członkiem zarządu województwa. W 2002 uzyskał reelekcję z ramienia wspólnej listy PO i PiS (jako reprezentant drugiej z tych partii). W 2004 ponownie wszedł w skład zarządu województwa jako wicemarszałek, zrezygnował z tej funkcji w 2005. W latach 2005–2014 bezpartyjny, zasiadał w zarządzie stowarzyszenia Pomorze XXI (powołanego w 2008). Powrócił do samorządu w 2010 jako działacz Samorządności Rumia. Kandydował bez powodzenia na urząd burmistrza Rumi (zajmując 2. miejsce spośród 4 kandydatów), został natomiast radnym miejskim. W 2014 był przez kilka miesięcy pełnomocnikiem Polski Razem na województwo pomorskie. W tym samym roku w wyborach samorządowych bezskutecznie kandydował do rady powiatu wejherowskiego z KWW Wspólny Powiat. W 2018, jako kandydat Prawa i Sprawiedliwości, powrócił do sejmiku pomorskiego na okres VI kadencji.
Jako członek PiS wystartował do Sejmu z ramienia tej partii w wyborach w 2019 i 2023. W 2024 utrzymał natomiast mandat radnego sejmiku na kolejną kadencję.

## Odznaczenia
W 2001 wyróżniony odznaką Zasłużony Działacz Kultury, a w 2009 odznaczony Krzyżem Oficerskim Orderu Odrodzenia Polski.

## Życie prywatne
Żonaty z Wiesławą, mają troje dzieci: Radosława, Sławinę i Jana.